# Mária Lipianská
Mária Lipianská (* 7. února 1942) byla slovenská a československá politička a bezpartijní poslankyně Sněmovny lidu Federálního shromáždění za normalizace.

## Biografie
K roku 1976 se profesně uvádí jako dělnice. Ve volbách roku 1976 zasedla do Sněmovny lidu (volební obvod č. 179 – Banská Štiavnica, Středoslovenský kraj). Ve Federálním shromáždění setrvala do konce funkčního období, tedy do voleb roku 1981.